# Vatimi Rayalu
Vatimi Rayalu, né vers 1968 et mort le 12 juin 2025, est un homme politique fidjien.

## Biographie
Né peu avant l'indépendance des Fidji, Vatimi Rayalu est originaire de la communauté autochtone de l'île de Vanuavatu dans les îles Lau, tandis qu'une partie de sa famille maternelle est issue de la province de Rewa. Il est scolarisé à la Queen Victoria School (en) à Tailevu, puis étudie à l'université du Pacifique Sud à Suva. Il en sort diplômé d'une licence d'agriculture en 2000. Une reprise d'études lui permet d'y décrocher en 2016 un Master en administration des entreprises.
Après sa licence, il est employé comme assistant dans un service de recherche au ministère fidjien de l'Agriculture. Il devient à terme le chef du service économique du ministère. Il entre en politique pour les élections législatives de 2022, auxquelles il se présente comme candidat pour l'Alliance populaire, parti de centre-droit attrape-tout. Il est alors nommé ministre de l'Agriculture dans le gouvernement Rabuka IV.
Toujours ministre, Vatimi Rayalu meurt à l'âge de 57 ans en juin 2025, « après une courte maladie ».